# Dexia luzonensis
Dexia luzonensis là một loài ruồi trong họ Tachinidae.